# Saison 1932-1933 des Sénateurs d'Ottawa
Autres saisons
Saison précédente Saison suivante
La saison 1932-1933 de hockey sur glace est la quarante-huitième à laquelle participent les Sénateurs d'Ottawa.

## Classement

### Division Canadienne
|                        | PJ | V  | D  | N  | BP  | BC  | Pts |
| ---------------------- | -- | -- | -- | -- | --- | --- | --- |
| Maple Leafs de Toronto | 48 | 24 | 18 | 6  | 119 | 111 | 54  |
| Maroons de Montréal    | 48 | 22 | 20 | 6  | 135 | 119 | 50  |
| Canadiens de Montréal  | 48 | 18 | 25 | 5  | 92  | 115 | 41  |
| Americans de New York  | 48 | 15 | 22 | 11 | 91  | 118 | 41  |
| Sénateurs d'Ottawa     | 48 | 11 | 27 | 10 | 88  | 131 | 32  |

#### Division Américaine
|                       | PJ | V  | D  | N  | BP  | BC  | Pts |
| --------------------- | -- | -- | -- | -- | --- | --- | --- |
| Bruins de Boston      | 48 | 25 | 15 | 8  | 124 | 88  | 58  |
| Red Wings de Détroit  | 48 | 25 | 15 | 8  | 111 | 93  | 58  |
| Rangers de New York   | 48 | 23 | 17 | 8  | 135 | 107 | 54  |
| Blackhawks de Chicago | 48 | 16 | 20 | 12 | 88  | 101 | 44  |

## Meilleurs pointeurs
| Nom             | PJ | B  | A  | Pts | Pun |
| --------------- | -- | -- | -- | --- | --- |
| Cooney Weiland  | 48 | 16 | 11 | 27  | 4   |
| Syd Howe        | 48 | 12 | 12 | 24  | 17  |
| Hec Kilrea      | 47 | 14 | 8  | 22  | 26  |
| Bill Touhey     | 47 | 12 | 7  | 19  | 12  |
| Frank Finnigan  | 45 | 4  | 14 | 18  | 37  |
| Gus Forslund    | 48 | 4  | 9  | 13  | 2   |
| Al Shields      | 48 | 7  | 4  | 11  | 119 |
| Danny Cox       | 47 | 4  | 7  | 11  | 8   |
| Wally Kilrea    | 32 | 4  | 5  | 9   | 14  |
| Earl Roche      | 20 | 4  | 5  | 9   | 6   |
| Des Roche       | 16 | 3  | 6  | 9   | 6   |
| Bert McInenly   | 30 | 2  | 2  | 4   | 8   |
| Hib Milks       | 16 | 0  | 3  | 3   | 0   |
| Alex Smith      | 34 | 2  | 0  | 2   | 42  |
| Léo Bourgault   | 35 | 1  | 1  | 2   | 18  |
| Harvey Rockburn | 16 | 0  | 1  | 1   | 39  |
| Bill Beveridge  | 35 | 0  | 0  | 0   | 0   |
| Marty Burke     | 16 | 0  | 0  | 0   | 10  |
| Bert Burry      | 4  | 0  | 0  | 0   | 0   |
| Alex Connell    | 15 | 0  | 0  | 0   | 0   |
| Dutch Connor    | 2  | 0  | 0  | 0   | 0   |
| Gerry Lowrey    | 7  | 0  | 0  | 0   | 0   |
| Harold Starr    | 31 | 0  | 0  | 0   | 30  |

## Saison régulière

### Novembre
| No | Date        | Visiteur              | Score | Domicile            | Fiche | Pts |
| -- | ----------- | --------------------- | ----- | ------------------- | ----- | --- |
| 1  | 12 novembre | Maroons de Montréal   | 2-1   | Sénateurs d'Ottawa  | 0-1-0 | 0   |
| 2  | 19 novembre | Red Wings de Détroit  | 0-2   | Sénateurs d'Ottawa  | 1-1-0 | 2   |
| 3  | 24 novembre | Sénateurs d'Ottawa    | 6-3   | Maroons de Montréal | 2-1-0 | 4   |
| 4  | 26 novembre | Sénateurs d'Ottawa    | 4-6   | Bruins de Boston    | 2-2-0 | 4   |
| 5  | 29 novembre | Blackhawks de Chicago | 1-3   | Sénateurs d'Ottawa  | 3-2-0 | 6   |

### Décembre
| No | Date         | Visiteur              | Score | Domicile               | Fiche | Pts |
| -- | ------------ | --------------------- | ----- | ---------------------- | ----- | --- |
| 6  | 1er décembre | Americans de New York | 3-4   | Sénateurs d'Ottawa     | 4-2-0 | 8   |
| 7  | 3 décembre   | Sénateurs d'Ottawa    | 1-4   | Maple Leafs de Toronto | 4-3-0 | 8   |
| 8  | 4 décembre   | Sénateurs d'Ottawa    | 0-2   | Red Wings de Détroit   | 4-4-0 | 8   |
| 9  | 6 décembre   | Sénateurs d'Ottawa    | 1-1   | Blackhawks de Chicago  | 4-4-1 | 9   |
| 10 | 8 décembre   | Canadiens de Montréal | 0-2   | Sénateurs d'Ottawa     | 5-4-1 | 11  |
| 11 | 10 décembre  | Sénateurs d'Ottawa    | 2-3   | Canadiens de Montréal  | 5-5-1 | 11  |
| 12 | 13 décembre  | Sénateurs d'Ottawa    | 2-0   | Americans de New York  | 6-5-1 | 13  |
| 13 | 15 décembre  | Sénateurs d'Ottawa    | 1-4   | Maple Leafs de Toronto | 6-6-1 | 13  |
| 14 | 17 décembre  | Rangers de New York   | 2-2   | Sénateurs d'Ottawa     | 6-6-2 | 14  |
| 15 | 20 décembre  | Sénateurs d'Ottawa    | 1-2   | Bruins de Boston       | 6-7-2 | 14  |
| 16 | 24 décembre  | Bruins de Boston      | 1-1   | Sénateurs d'Ottawa     | 6-7-3 | 15  |
| 17 | 27 décembre  | Maroons de Montréal   | 0-3   | Sénateurs d'Ottawa     | 7-7-3 | 17  |
| 18 | 29 décembre  | Sénateurs d'Ottawa    | 2-4   | Rangers de New York    | 7-8-3 | 17  |

### Janvier
| No | Date       | Visiteur               | Score | Domicile              | Fiche  | Pts |
| -- | ---------- | ---------------------- | ----- | --------------------- | ------ | --- |
| 19 | 3 janvier  | Red Wings de Détroit   | 1-0   | Sénateurs d'Ottawa    | 7-9-3  | 17  |
| 20 | 5 janvier  | Sénateurs d'Ottawa     | 1-1   | Americans de New York | 7-9-4  | 18  |
| 21 | 7 janvier  | Sénateurs d'Ottawa     | 0-1   | Canadiens de Montréal | 7-10-4 | 18  |
| 22 | 10 janvier | Sénateurs d'Ottawa     | 2-3   | Bruins de Boston      | 7-11-4 | 18  |
| 23 | 12 janvier | Americans de New York  | 5-2   | Sénateurs d'Ottawa    | 7-12-4 | 18  |
| 24 | 14 janvier | Maple Leafs de Toronto | 5-3   | Sénateurs d'Ottawa    | 7-13-4 | 18  |
| 25 | 17 janvier | Canadiens de Montréal  | 2-3   | Sénateurs d'Ottawa    | 8-13-4 | 20  |
| 26 | 19 janvier | Sénateurs d'Ottawa     | 3-7   | Maroons de Montréal   | 8-14-4 | 20  |
| 27 | 22 janvier | Sénateurs d'Ottawa     | 1-2   | Blackhawks de Chicago | 8-15-4 | 20  |
| 28 | 24 janvier | Maple Leafs de Toronto | 4-2   | Sénateurs d'Ottawa    | 8-16-4 | 20  |
| 29 | 26 janvier | Sénateurs d'Ottawa     | 1-1   | Red Wings de Détroit  | 8-16-5 | 21  |
| 30 | 28 janvier | Rangers de New York    | 9-2   | Sénateurs d'Ottawa    | 8-17-5 | 21  |
| 31 | 31 janvier | Sénateurs d'Ottawa     | 1-3   | Canadiens de Montréal | 8-18-5 | 21  |

### Février
| No | Date       | Visiteur               | Score | Domicile              | Fiche  | Pts |
| -- | ---------- | ---------------------- | ----- | --------------------- | ------ | --- |
| 32 | 2 février  | Blackhawks de Chicago  | 1-1   | Sénateurs d'Ottawa    | 8-18-6 | 22  |
| 33 | 4 février  | Bruins de Boston       | 2-3   | Sénateurs d'Ottawa    | 9-18-6 | 24  |
| 34 | 9 février  | Sénateurs d'Ottawa     | 3-3   | Rangers de New York   | 9-18-7 | 25  |
| 35 | 14 février | Rangers de New York    | 3-1   | Sénateurs d'Ottawa    | 9-19-7 | 25  |
| 36 | 16 février | Canadiens de Montréal  | 6-0   | Sénateurs d'Ottawa    | 9-20-7 | 25  |
| 37 | 19 février | Sénateurs d'Ottawa     | 1-3   | Americans de New York | 9-21-7 | 25  |
| 38 | 23 février | Maple Leafs de Toronto | 3-0   | Sénateurs d'Ottawa    | 9-22-7 | 25  |
| 39 | 28 février | Sénateurs d'Ottawa     | 0-0   | Bruins de Boston      | 9-22-8 | 26  |

### Mars
| No | Date    | Visiteur              | Score | Domicile               | Fiche     | Pts |
| -- | ------- | --------------------- | ----- | ---------------------- | --------- | --- |
| 40 | 2 mars  | Red Wings de Détroit  | 3-2   | Sénateurs d'Ottawa     | 9-23-8    | 26  |
| 41 | 5 mars  | Sénateurs d'Ottawa    | 0-2   | Red Wings de Détroit   | 9-24-8    | 26  |
| 42 | 7 mars  | Sénateurs d'Ottawa    | 1-5   | Blackhawks de Chicago  | 9-25-8    | 26  |
| 43 | 9 mars  | Blackhawks de Chicago | 3-3   | Sénateurs d'Ottawa     | 9-25-9    | 27  |
| 44 | 11 mars | Americans de New York | 1-2   | Sénateurs d'Ottawa     | 10-25-9   | 29  |
| 45 | 14 mars | Sénateurs d'Ottawa    | 3-3   | Rangers de New York    | 10-25-10  | 30  |
| 46 | 16 mars | Maroons de Montréal   | 5-4   | Sénateurs d'Ottawa     | 10-26-10  | 30  |
| 47 | 18 mars | Sénateurs d'Ottawa    | 2-6   | Maple Leafs de Toronto | 10-27-10  | 30  |
| 48 | 21 mars | Sénateurs d'Ottawa    | 3-0   | Maroons de Montréal    | 11-27 -10 | 32  |